# Hermandad de Jesús del Gran Poder (Dos Hermanas)

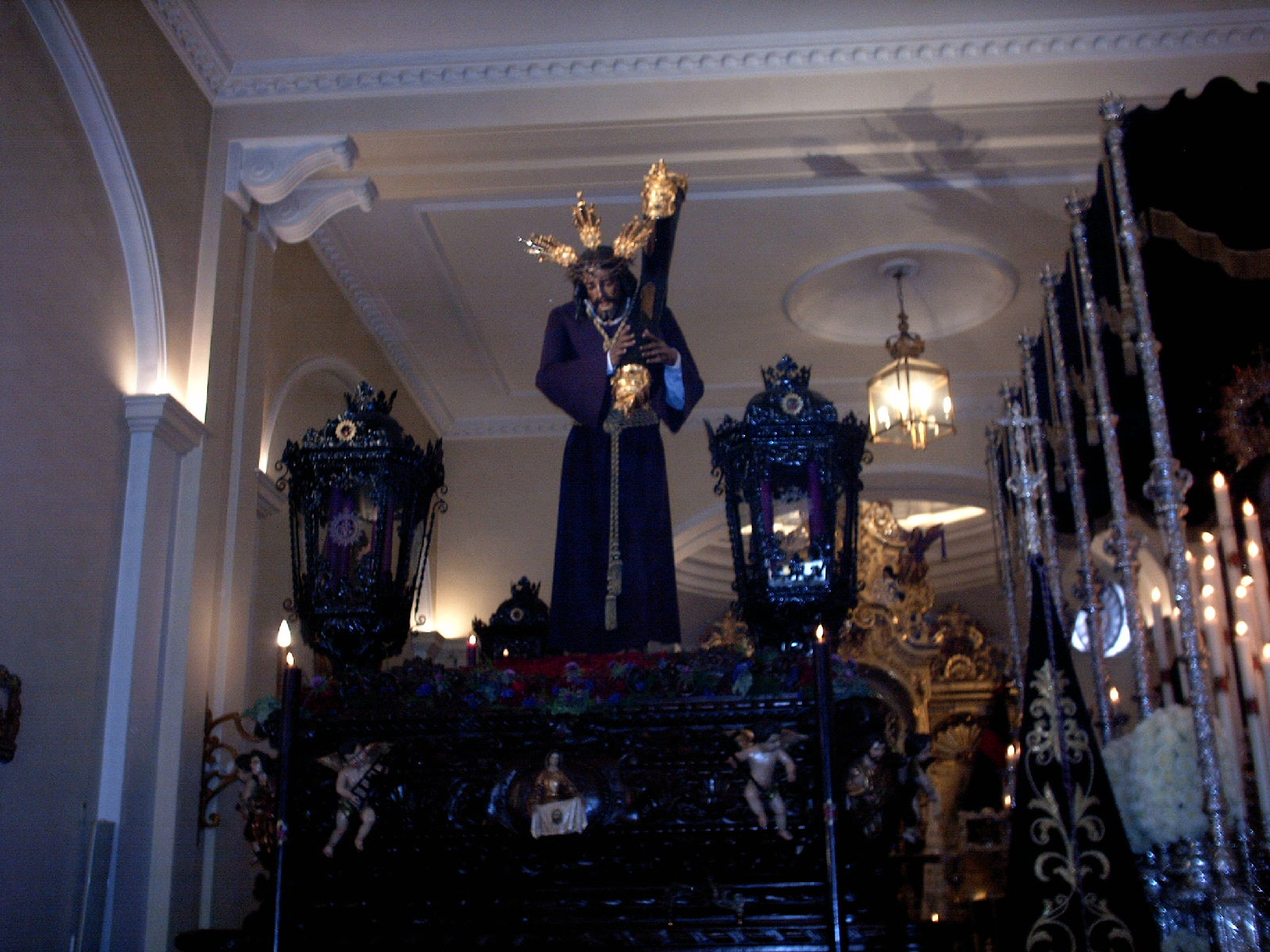
Paso de misterio en su capilla.

La Hermandad de Jesús del Gran Poder es una cofradía católica de la ciudad de Dos Hermanas, en la provincia de Sevilla, Andalucía, España. Procesiona en Semana Santa por su localidad.
Su nombre completo es Fervorosa Hermandad y Cofradía de Nazarenos de Nuestro Padre Jesús del Gran Poder, María Santísima del Mayor Dolor y Traspaso y San Juan Evangelista. Fue fundada en el año 10 de febrero de 1899 por feligreses de la parroquia de Santa María Magdalena.

## Representaciones

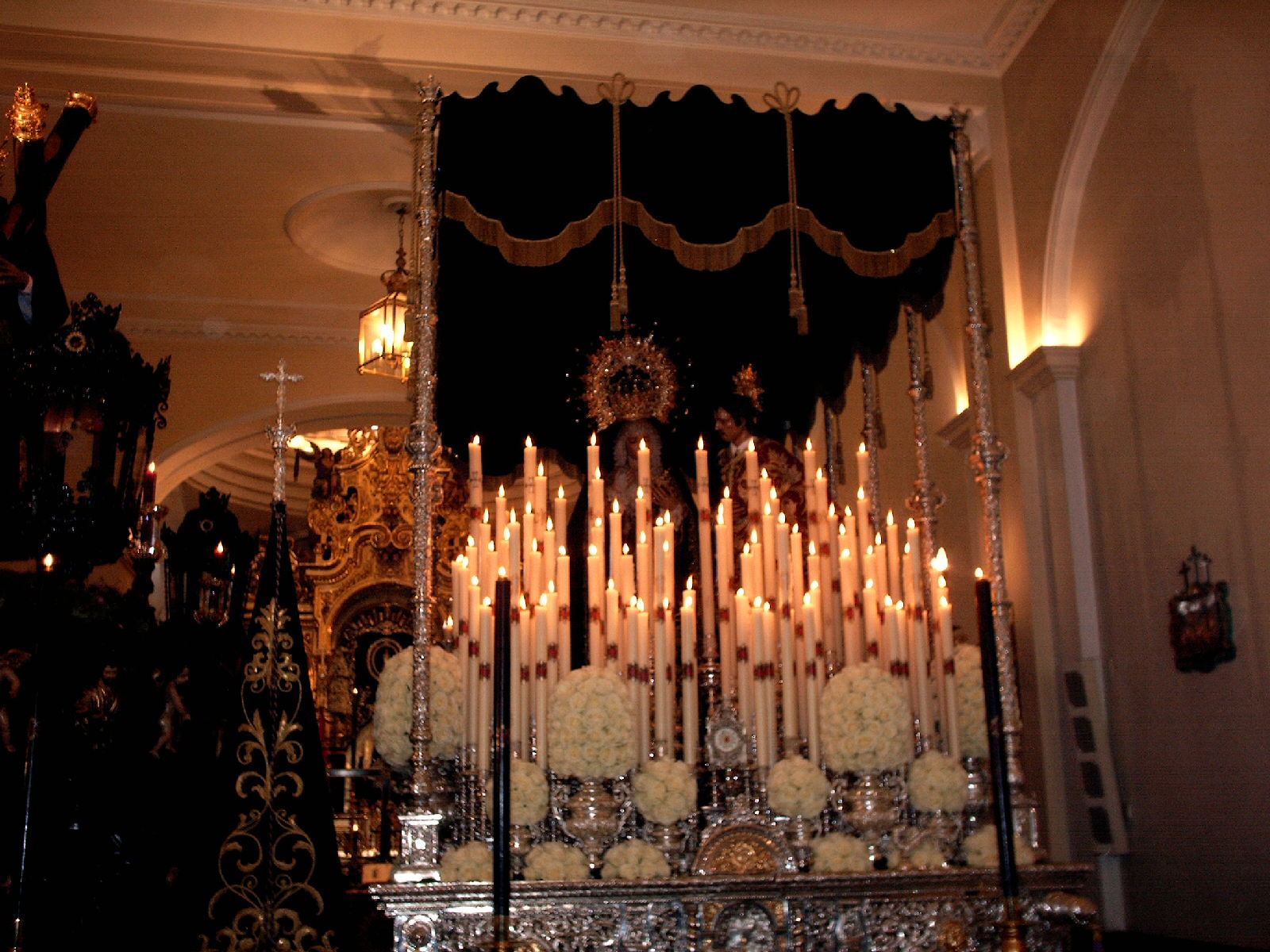
Paso palio en su capilla.

### Jesús del Gran Poder
Este Jesús portando la cruz es muy similar a su homónimo sevillano. Fue realizado por Manuel Gutiérrez Reyes y Cano en 1901. En 1977 Jesús Santos Calero le realizó un nuevo cuerpo. Fue restaurado en 2004 por Enrique Gutiérrez Carrasquilla.

### Virgen del Mayor Dolor
La imagen de la Virgen fue realizada Manuel Gutiérrez en 1902, y fue reformada en 1965 y en 2005. Procesiona en un paso de palio acompañada por san Juan Evangelista. El san Juan fue realizado por Manuel Pineda Calderón en 1954 y fue restaurado en 1982.